# Gustav Herold

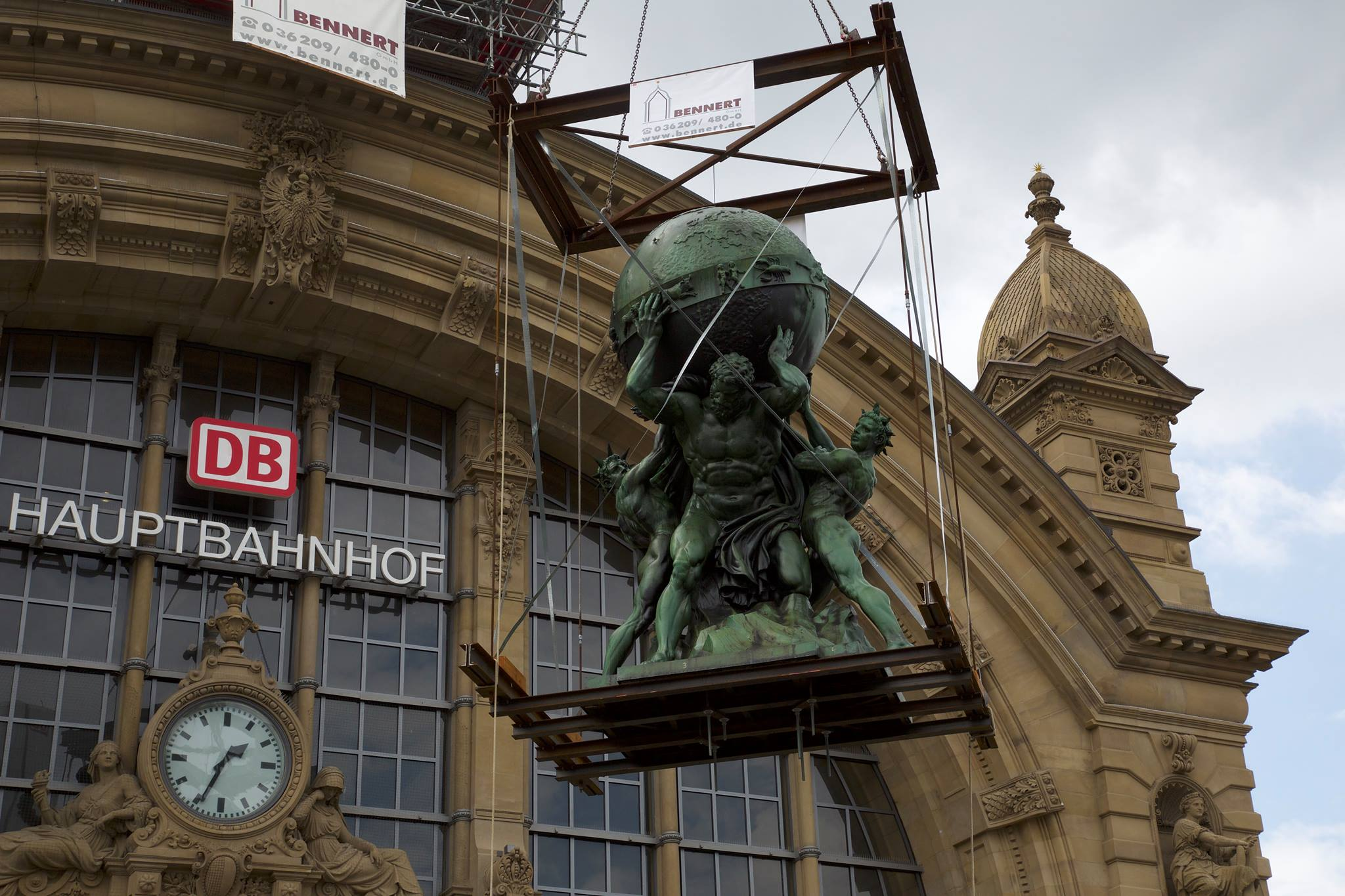
Frankfurt Hauptbahnhof Figurengruppe „Atlas, die Erdkugel tragend, unterstützt von Dampf und Elektrizität“

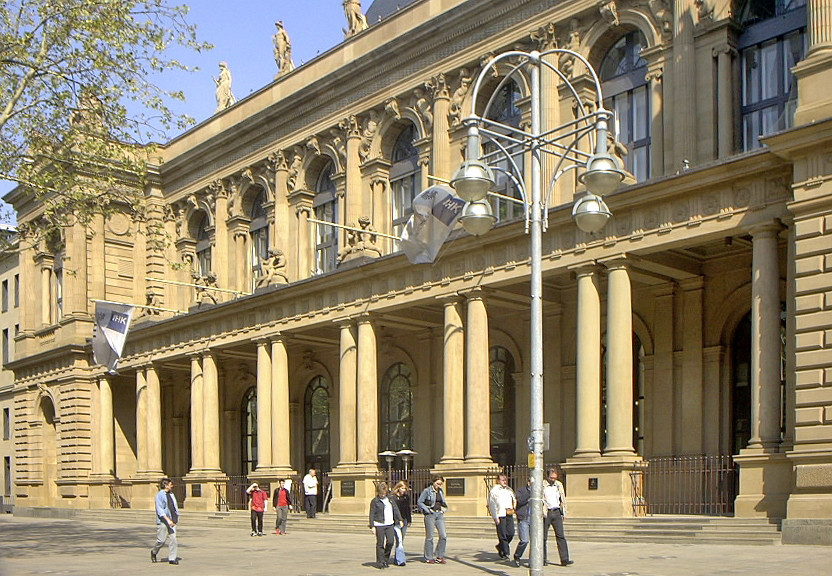
Sechs Skulpturen über der Loggia der Börse Frankfurt

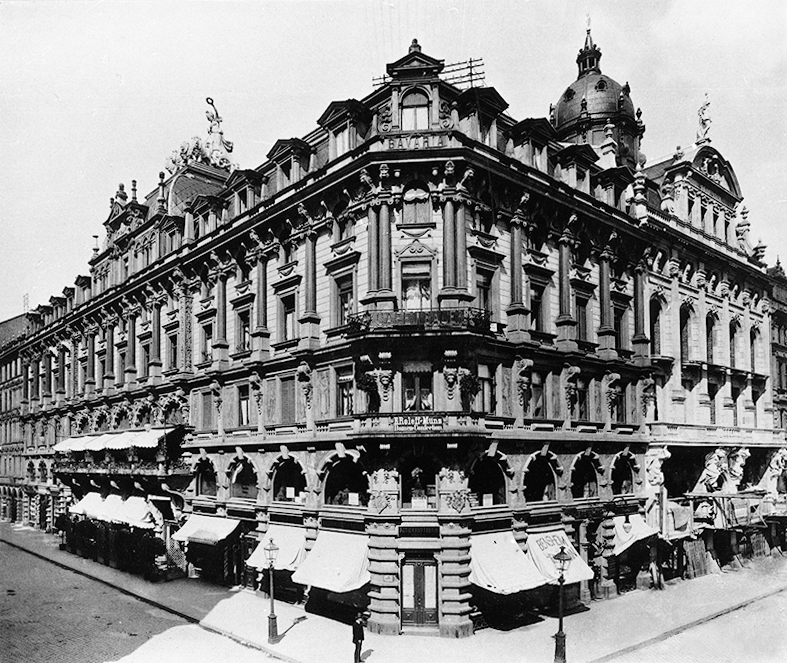
Kriegszerstörtes Bavaria-Haus in Frankfurt mit monumentaler Dachstatue Bavaria auf einer Löwen-Quadriga

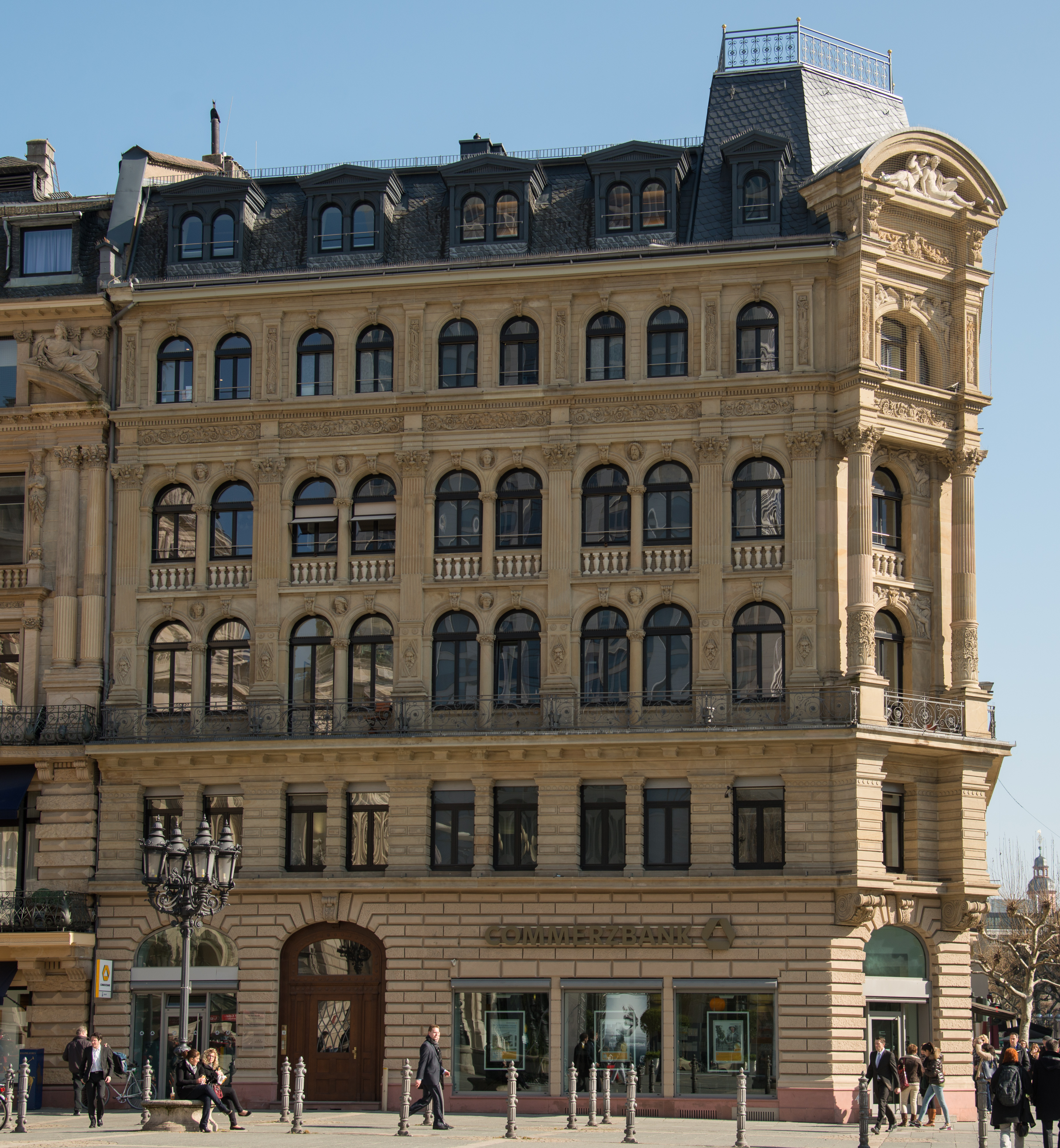
Skulpturen im halbrunden Giebel des 1881 als Kopfbau erbauten Wohn- und Geschäftshauses Opernplatz 6

Gustav Karl Martin Herold (* 23. Februar 1839 in Liestal, Kanton Basel-Land; † 4. Februar 1927 in Frankfurt am Main) war ein Schweizer Bildhauer.

## Leben
Der aus der Schweiz gebürtige Gustav Herold, Sohn Frankfurter Eltern, absolvierte seit 1854 eine Ausbildung in einer Elfenbeinschnitzerei in Darmstadt. In der Folge wandte Herold sich der Bildhauerei zu. Von 1858 bis 1860 war er Schüler am Städelschen Kunstinstitut bei Johann Nepomuk Zwerger, dann von 1862 bis 1866 an der Wiener Kunstakademie. Er lebte von 1867 bis 1872 abwechselnd in München und Frankfurt am Main, ab 1872 ständig in Frankfurt. Sein erstes Frankfurter Atelier hatte er im Steinernen Haus; später betrieb er Ateliers im Deutschordenshaus in Sachsenhausen, in der Villa Hallgarten und in der Bockenheimer Landstraße, bei Gudden im Kettenhofweg, am Rechneigraben und in der Saalburgallee.
In München schuf Herold Elfenbeinschnitzereien für König Ludwig II. von Bayern, in Frankfurt zahlreiche Skulpturen für öffentliche Gebäude, darunter die Figuren Tragödie, Komödie, Tanz für das dortige Opernhaus, Grabdenkmäler sowie eine Reihe von Bildnisbüsten, unter anderem eine Bronzestatuette Ernst Haeckels in Jena. Das bekannteste Werk in Frankfurt ist die Atlas-Figurengruppe auf dem Eingangsportal des Frankfurter Hauptbahnhofs.
Gustav Herold starb 1927 im Alter von 87 Jahren in Frankfurt am Main.

## Nach seinem Tod
Gustav Herold wurde auf dem Frankfurter Hauptfriedhof beerdigt. Die denkmalgeschützte Grabstätte befindet sich im Gewann XII, GG 80a.
2016 fand sich ein Kollektiv aus Künstlern und Unternehmern, welche gemeinsam ein Denkmal für Herold erarbeiteten. Das Denkmal besteht aus einem Sandstein der Fassade des Frankfurter Hauptbahnhofs (Dieser Stein musste bei der Fassadensanierung gegen einen neuen Stein ausgetauscht werden) sowie einer auf den Stein aufgesetzten Bronzebüste. 2019 wurde der Stein mit Unterstützung der Deutschen Bahn im Eingangsbereich des Silberturms aufgestellt.

## Werke (Auswahl)
- Grabmal und Grabstätte Sebastian De Neufville (1545–1609) auf dem Peterskirchhof in Frankfurt am Main. Herold rekonstruierte das Grabmal.
- 1908 – Jena, Berggasse, Ernst-Haeckel-Büste im Garten der „Villa Medusa“
- 1883 – Dachbekrönung durch eine in Zink gearbeitete mächtige Bavaria-Skulptur, die auf einer Löwenquadriga steht, auf dem im Krieg zerstörten Geschäftsgebäude Bavaria-Haus Schillerstraße Ecke Schillerplatz. Bauherrn waren die Gebrüder Krause aus Mainz, ihr beauftragter Architekt war Simon Ravenstein.
- 1886/87 – Die Figurengruppe „Atlas, die Erdkugel tragend, unterstützt von Dampf und Elektrizität“, 4,5 Tonnen schwer, 6,5 m hoch. Atlas ist Titan (griechischer Gott), Riese in Menschengestalt. Am 1. Mai 1889 wurde die Atlas-Gruppe in einer 45-minütigen Prozedur auf das Dach des Frankfurter Hauptbahnhofes gesetzt. Die Figuren wurden 2014 von der Deutschen Bahn für 200.000 EUR saniert.[5]
- 1878 – Sechs Skulpturen über dem Eingangsbereich der Börse in Frankfurt. Je ein Figurenpaar für die Post mit Posthorn und Posttasche, für den Handel, für die Schifffahrt mit einem Schiff, für die Eisenbahn mit Lokomotive, für die Industrie sowie ein Figurenpaar für die Telegraphie.
- 1875–1880 – Skulpturen für das Frankfurter Opernhaus. Von Herold stammen die beiden weiblichen Figuren auf den Akroterien des Giebelfeldes über dem Eingangsportal: links seine Skulptur der Recha, der angenommenen Tochter Nathans des Weisen, des letzten Werkes von 1779 von Gotthold Ephraim Lessing. Rechts steht seine Skulptur der Donna Isabella, Fürstin von Messina, aus dem Trauerspiel Die Braut von Messina oder die feindlichen Brüder von 1803 des Friedrich Schiller. Auf der Südseite des Gebäudes befinden sich in Nischen stehende Allegorien der Poesie (Frau mit Lyra), des Tanzes (Frau mit Tambourin), der Komödie (Frau mit Maske) sowie der Tragödie (Frau mit Maske). Er schuf zudem einige der 24 Medaillons über den Fensterachsen der Hauptfassade und der vier Seitenrisaliten mit Porträts berühmter Dichter und Komponisten aller Epochen sowie die überlebensgroße Goethe-Skulptur in der rechten äußeren Arkade des Hauptportals. Seine Figuren im Innenraum, Zorn und Mäßigung im Treppenhaus sowie ein Genius mit Posaune im Proszenium, fielen der Zerstörung des Opernhauses im Zweiten Weltkrieg zum Opfer.
- Seine Skulpturen im halbrunden Giebel des 1881 als Kopfbau erbauten Wohn- und Geschäftshauses Opernplatz 6 des Architekten Franz Jacob Schmitt (1842, Worms – 1922, Darmstadt).
- 1900 – Francofurtia für das Schauspielhaus
- 1902 – Sandsteinfiguren „Kellermeister“ und „Winzer“, Über dem Eingang des Ratskeller des Römers, Frankfurt am Main
- Einige Porträtbüsten u. a. von Conrad Binding, Hermine Claar-Delia, Lazarus Geiger, Rudolf Gudden, Charles Hallgarten, Paul von Hindenburg, Thessa Klinkhammer, Ingo Krauss, Gustav Lucae, Luise Freifrau von Rothschild, Hermann Schramm, Heinrich Siesmayer, Adam Strohecker, Carl Vogt und Richard Wagner sowie von Friedrich Stoltze